# 庵埠革命烈士纪念碑及碑廊
庵埠革命烈士纪念碑及碑廊，位于中国广东省潮州市潮安区庵埠镇，为潮州市潮安区文物保护单位，类型为近现代重要史迹及代表性建筑，公布时间为2006年4月。
庵埠革命烈士纪念碑及碑廊建于1957年。